# Darryl Partin
Darryl Partin (Seattle, Washington, 7 de diciembre de 1987) es un exjugador de baloncesto estadounidense cuyo último equipo fue el Salon Vilpas Vikings de la Korisliiga, la primera categoría del baloncesto de Finlandia. Con 1,98 metros de estatura, jugaba en la posición de escolta.

## Trayectoria deportiva

### Universidad
Jugó dos temporadas con los Explorers de la Universidad de la Salle (Pensilvania), en las que promedió 3,6 puntos y 1,0 rebotes por partido, tras las cuales fue transferido a los Boston University de la Universidad de Boston, donde tras cumplir el preceptivo año de parón que impone la NCAA, jugó dos temporadas más, en las que promedió 16,9 puntos, 3,6 rebotes y 1,3 asistencias por partido. En ambas temporadas fue incluido en mejor quinteto de la America East Conference, y en 2012 fue además elegido Jugador del Año de la conferencia.

### Profesional
Tras no ser elegido en el Draft de la NBA de 2012, sí lo fue en el Draft de la NBA D-League, en la cuadragésimo novena posición por los Fort Wayne Mad Ants, con los que jugó una temporada en la que promedió 6,5 puntos y 1,6 rebotes por partido.
La temporada siguiente fichó por el SISU Copenhagen de la liga danesa, donde acabó promediando 27,0 puntos y 5,4 rebotes por partido, convirtiéndose en el máximo anotador de la competición.
En 2015 fichó por el Salon Vilpas Vikings de la Korisliiga, la primera división de Finlandia, donde sólo disputó nueve partidos, en los que promedió 11,0 puntos y 4,2 rebotes.